# Kōtarō Kiyooka
Kōtarō Kiyooka (jap. 清岡幸大郎; ur. 12 kwietnia 2001) – japoński zapaśnik walczący w stylu wolnym. Olimpijczyk z Paryża 2024, gdzie zwyciężył w kategorii do 65 kg pokonując w finale Irańczyka Rahmana Amuzada. W 2023 zajął 9. miejsce na mistrzostwach świata U23, rok później zwyciężył w memoriale Imre Polyáka i Jánosa Vargi.